# Berliner Funkturm
Berliner Funkturm (Berlins Radiotårn), også benævnt Berlins Eiffeltårn, er et sendetårn for fjernsyn opført mellem 1924 og 1926 i Westend i bydelen Charlottenburg-Wilmersdorf i Berlin. Tårnet er tegnet af arkitekten Heinrich Straumer, og bygningen er i dag udnævnt som kulturminde. Tårnet står på Berlin messeområde og var især indtil Berliner Fernsehturm åbnede i 1969 et kendt vartegn for byen.
Verdens første regulære fjernsynsprogram sendtes den 22. marts 1935 fra tårnet. Den sidste regulære transmission fra Funkturm skete den 15. maj 1963. Tårnet optoges i 2007 på listen over Historiske vartegn i ingeniørkunsten i Tyskland. Tårnet ejes af Deutsche Funkturm GmbH (DFMG) – et datterselskab af Deutsche Telekom.